# Giovanni Pandico
Giovanni Pandico, detto 'o Pazzo o "Carmela" (Liveri, 24 giugno 1944), è un mafioso italiano.

## Biografia
Sin dalla giovane età dimostrò di essere affetto da disturbi psichiatrici: considerato schizofrenico e già noto per la sua indole violenta, aveva tentato di uccidere i genitori della fidanzata e dato fuoco a una caserma dell'Arma dei Carabinieri.
Il 19 giugno 1970, Pandico si presentò negli uffici del suo Comune natale, Liveri, con l'intento di rinnovare il suo atto di nascita. Un impiegato comunale, Silvio Nappi, cominciò a chiedergli i dati anagrafici, ma Pandico, infastidito e in preda a un raptus, estrasse una pistola e iniziò a sparare all'impazzata, ferendo gravemente un consigliere comunale e uccidendo due persone, ossia un vigile urbano di nome Guido Adrianopoli e un impiegato dell'ente. 
Arrestato, venne tradotto nella casa circondariale di Poggioreale. In carcere fece la conoscenza di Raffaele Cutolo, al quale si assocerà, entrando a far parte della Nuova Camorra Organizzata (NCO) e occupando, a dispetto di quanto egli asserirà  dinnanzi ai giudici, i ranghi più bassi dell'organizzazione; Cutolo parlò di lui come di un semplice «scrivano».
Fu in seguito collaboratore di giustizia, e negli anni 1980 acquistò una certa notorietà per essere stato tra quei pentiti che accusarono falsamente Enzo Tortora nell'ambito del processo contro la NCO.